# Scott Sutter
Scott Sutter, né le 13 mai 1986, à Enfield, Londres, est un footballeur suisse jouant au poste de défenseur latéral droit, voire milieu de terrain.

## Biographie

### Club
Scott Sutter évolue au club du BSC Young Boys depuis 2009 où il a joue 36 matches en première division. Auparavant, il portait les couleurs de Grasshopper.
En février 2012, il est prêté pour six mois au FC Zurich. Après huit saisons aux Young Boys, Sutter rejoint le Orlando City SC à la veille du début de la saison 2017 de Major League Soccer, le 3 mars 2017.

### Sélection
Il est sélectionné en équipe suisse, où il compte deux sélections.

## Palmarès
BSC Young Boys
- Championnat de Suisse :
  - Vice-champion 2015, 2016.2017